# V Air
V Air (chinois traditionnel : 威航 ; pinyin : Wēi Háng) est une compagnie aérienne à bas prix Taïwanaise basée à Taipei. C'est une filiale de TransAsia Airways, et opère depuis l'aéroport international Taïwan-Taoyuan.

## Histoire
V Air commence son activité le 17 décembre 2014 avec la ligne Taipei-Bangkok. Le 7 janvier 2015, une seconde ligne à destination de Chiang Mai est lancée. Le 10 avril 2015, V air ouvre sa troisième ligne à destination de Macao.

## Identité
Le nom de la compagnie fait référence à la forme en « V » de la fourrure de l'ours noir de Formose, animal endémique de l'île de Taïwan.

## Destinations
V Air proposait les destinations suivantes :
- Taïwan
  - Taïwan Aéroport international Taïwan-Taoyuan (Hub)
- Thaïlande
  - Bangkok - Aéroport international Don Muang[2]
  - Chiang Mai - Aéroport international de Chiang Mai [2]
- Cambodge
  - Siem Reap - Aéroport international de Siem Reap (Charter)
- Macao
  - Macao - Aéroport international de Macao[5]

## Flotte
La flotte de V Air inclut les appareils suivants (en avril 2015)):

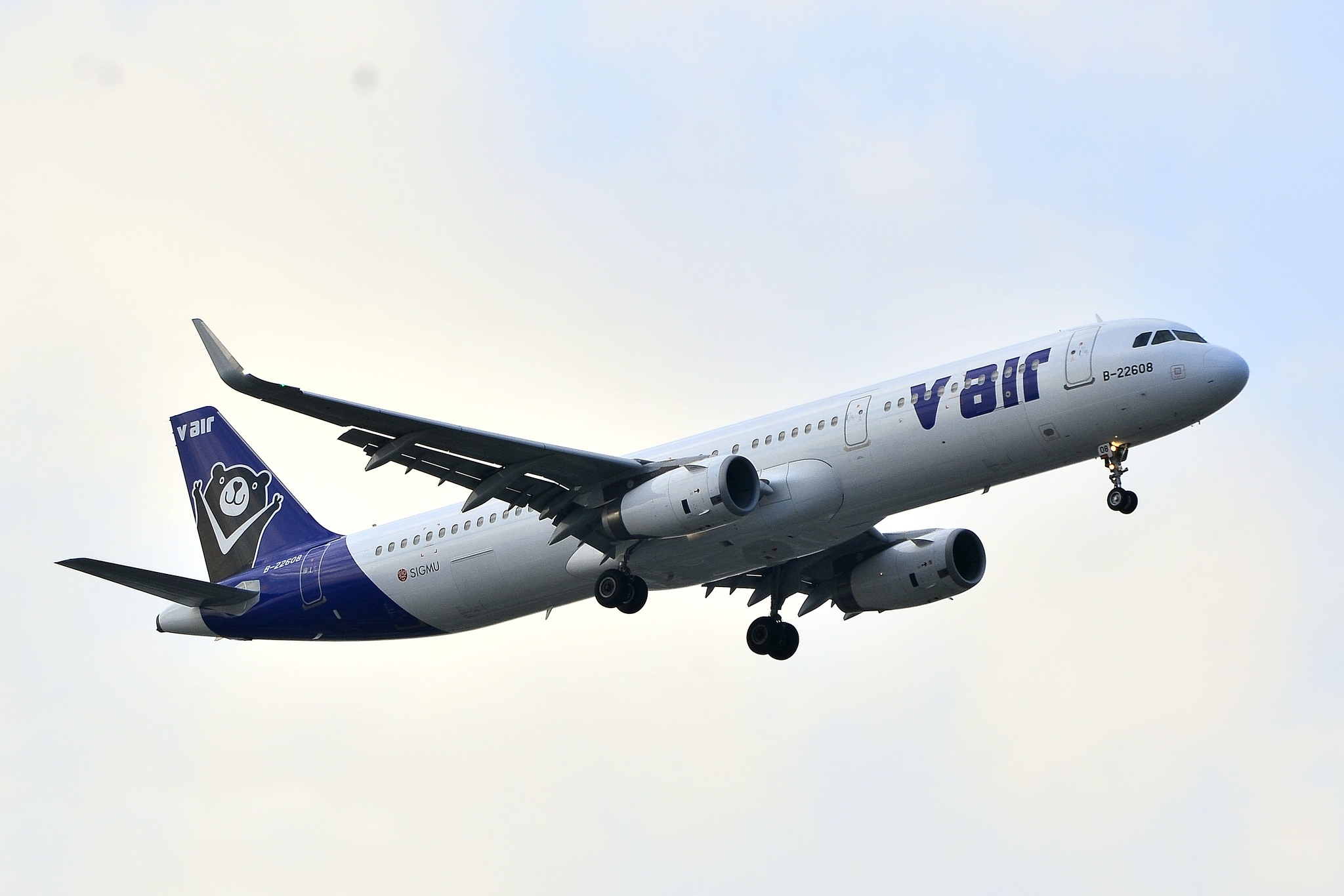
Premier B-22608 de V Air